# Macarena (cançó)
Macarena és un senzill del duo musical espanyol Los del Río. Va ser composta per Carlos A. de Yarza, a més dels dos integrants del duo, Antonio Romero Monge i Rafael Ruiz Perdigones. La cançó tracta sobre una dona del mateix nom i forma part de l'àlbum A mí me gusta (1993) i va suposar un èxit internacional entre 1994 i 1996, i continua tenint un seguiment de culte. Es considera com una de les cançons més emblemàtiques de la música popular ballable de la dècada dels 90, i va ser classificada en 2002 per la cadena de televisió musical estatunidenca VH1 com el número 1 musical de tots els temps.
La cançó utilitza un tipus de clau de ritme. El tema se situa en el lloc núm. 7 al Billboard Hot 100 de tots els temps. També se situa en el posat núm. 1 de tots els temps del Latin Songs de la revista estatunidenca Billboard. També és núm. 1 com a cançó dance de la llista Billboard i una de les sis cançons en idioma no anglès que va aconseguir el núm. 1 des que va començar la moderna era del rock en 1955.
El 2 de setembre de 2013 la revista Billboard va publicar la seva llista Hot 100 55th Anniversary: The All-Time Top 100 Songs on es va situar al lloc núm. 7.

## Origen i història
Los del Río van realitzar una gira promocional per Amèrica del Sud en març de 1992 i, durant la seva visita a Veneçuela, van ser convidats a una festa privada de l'empresari veneçolà Gustavo Cisneros.
Cisneros havia cridat una professora local de flamenc, Diana Patricia Cubillán Herrera, per a fer un petit espectacle per als convidats, on Los del Río van quedar gratament sorpresos per la destresa en el ball de Diana Patricia. De manera espontània, Antonio Romero Monge, a la meitat de la interpretació, va recitar la cançó com un recolzament a Diana Patricia, en ser ella la musa de la cançó. Més tard, va adoptar el sobrenom de La Macarena del Mundo.
La interpretació més coneguda d'aquesta cançó parla que una noia, anomenada Macarena, que li és infidel al seu nuvi amb dos dels seus amics (mentre ell jura la bandera). Després es diu que Macarena Somia amb lligar-se a un nuvi nou.
Macarena es va escoltar en la final de la Super Bowl (1996) i va ser utilitzada com a música en la campanya electoral pel Partit Demòcrata, en la qual Bill Clinton va ser reelegit president dels Estats Units. L'anècdota visual de la cançó va ser veure ballar una coreografia tan particular com la de la cançó a tot un president estatunidenc en ple exercici del poder. La cançó també és recordada perquè durant la gala de la gimnàstica als Jocs Olímpics d'Atlanta 1996, la selecció femenina dels Estats Units va tancar la seva actuació ballant la cançó al costat dels de l'equip de Belarús.
L'èxit de la cançó ha estat tan gran que fins i tot deu anys després continuava donant beneficis per valor de més de 60 milions de euros (segons el publicat en la premsa local sevillana del moment). El senzill va vendre més de 14 milions de còpies segons Media Traffic, dels quals 4 milions es van vendre als Estats Units; així, es va convertir en el tercer senzill i la primera cançó en castellà més venuda de la història de la música a nivell mundial.

## Versions
Algunes d'elles só les següents:

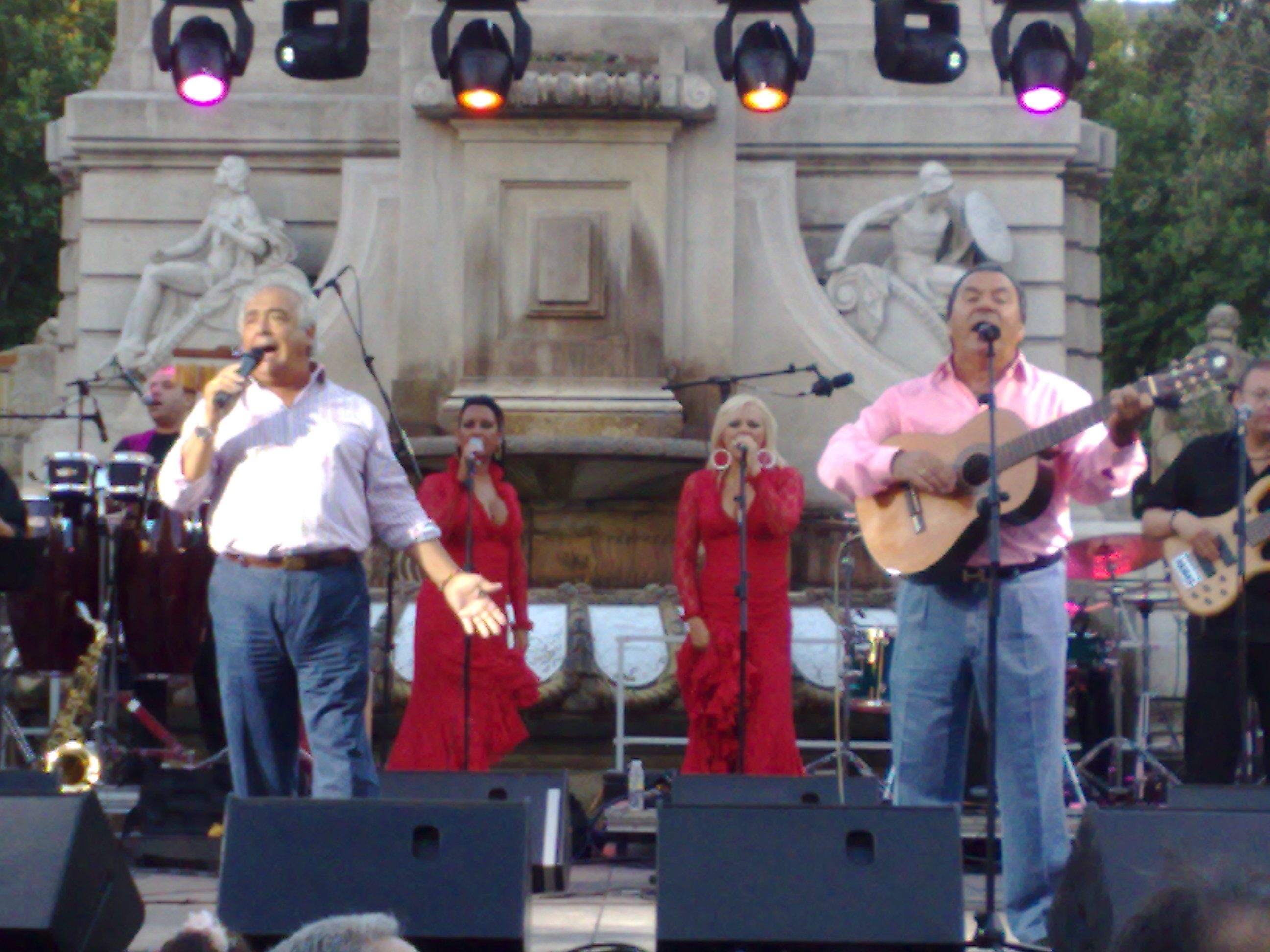
Los del Río en una actuació a Madrid, en 2009.

- «Macarena» (Original)- (1993) – 4:09
- «Macarena» (River Re-Mix 103 BPM) – 5:02 (aquesta és l'original realitzada per Fangoria i Big Toxic en 1992)
- «Macarena» (Jesús Bola Mix) - 6:08
- «Macarena» (Bayside Boys Remix) - 4:12
- «Macarena» (Bayside Boys Remix - Original Promo Video Versión) – 4:12
- «Macarena» (Bayside Boys Remix - Video Versió) – 3:45
- «Macarena» (Bass Bumpers Remix - Club Mix) – 5:40
- «Macarena» (Bass Bumpers Radio Remix) – 3:27
- «Macarena» (DJ Pero Latin Piano Mix) – 5:36
- «Macarena» (La Mezcla Guerrillera 130 BPM) – 5:35
- «Macarena» (Pulsar House Mix) – 5:40
- «Macarena» (Aaron Scofield's Powerhouse Mix) – 6:14
- «Macarena Christmas» (Joy Mix) – 4:12
- «Macarena Christmas» (Joy Mix - Club Versión) – 5:44
- «Macarena Awards» (Hongpin Wang Mix - Ceremony Version) – 5:49
- «Dale a Whoami» (Victote And Usra Mix) - 3:19
- «Macarena» (Borgore and Kennedy Jones) - 3:21
- «Más Macarena» - Los del Río amb Gente de Zona (2016) - 3:11
- «Macarena» (Remaster) (De la pel·lícula Hotel Transylvania 3: Summer Vacation)
- «Ayy Macarena» - Tyga (2019)

## Posicions a llistes
| Lista (1995/6)                        | Més alta posició |
| ------------------------------------- | ---------------- |
| Alemanya (Top 100 Singles Chart)      | 1                |
| Austràlia (ARIA Singles Chart)        | 1 (9)            |
| Àustria (Top 75 Singles Chart)        | 1 (5)            |
| Flandes (Ultratop 50)                 | 1 (6)            |
| Valònia (Ultratop 40)                 | 1 (4)            |
| Espanya (PROMUSICAE)                  | 1                |
| Estats Units (Billboard Hot 100)      | 1 (14)           |
| Estats Units (Top 40 Mainstream)      | 5                |
| Estats Units (Rhythmic Top 40)        | 7                |
| Estats Units (Hot Latin Tracks)       | 12               |
| Estats Units (Hot Adult Contemporary) | 28               |
| Estats Units (Adult Top 40)           | 19               |
| Unió Europea (Eurochart Hot 100)      | 1                |

| Lista (1995/6)                       | Més alta posició |
| ------------------------------------ | ---------------- |
| Finlàndia (Finnish Singles Chart)    | 1                |
| França (SNEP Singles Chart)          | 1 (7)            |
| Irlanda (IRMA Singles Chart)         | 3                |
| Itàlia (FIMI Singles Chart)          | 1                |
| Letònia (Latvian Airplay Top Chart)  | 1 (2)            |
| Noruega (VG-Lista Singles Chart)     | 2                |
| Nova Zelanda (RIANZ Singles Chart)   | 2                |
| Països Baixos (Dutch Top 40)         | 1 (4)            |
| Regne Unit (UK Singles Chart)        | 2                |
| Suècia (Swedish Singles Chart)       | 2                |
| Suïssa (Swiss Top 100 Singles Chart) | 1 (4)            |